# Biserica de lemn din Poienița

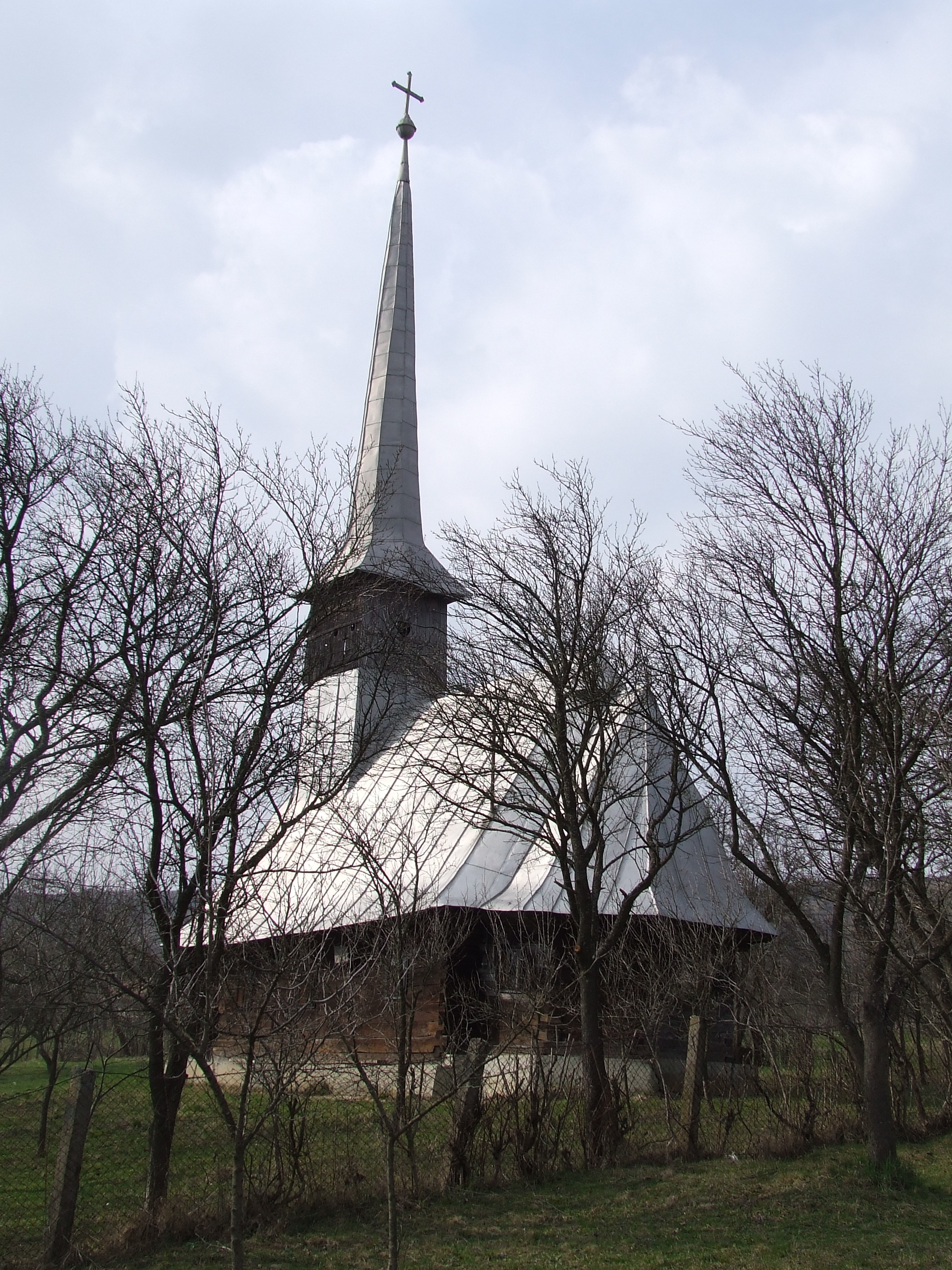
Biserica de lemn din Poienița

Biserica de lemn din Poienița se află în localitatea omonimă din județul Sălaj și datează din 1863, an înscris pe prestol și într-o pisanie. Biserica se află pe noua listă a monumentelor istorice sub codul LMI:  SJ-II-m-A-05097.

## Istoric
La intrarea în naos s-a aflat o pisanie de la încheierea lucrărilor de zugrăvire din 1863, astăzi acoperită de o pictură nouă, cu următorul conținut: „Această biserică sau zugrăvitu în anu 1863 sub domnirea înălțatului împărat Franciscu Iosiph, 1e arhiepiscopul Alexandru Suluțiu, 1e episcopul Gherlei Ioan Alexi, în preoția lui Stephanu Damionu prin Michaelu Soimusean de Moigrad și Ioan Prodan din Er...”